# 15.ª edición de los Premios Óscar
La 15.ª edición de los Premios Óscar se celebró el 4 de marzo de 1943 en el Cocoanut Grove del Ambassador Hotel de Los Ángeles, California, y fue conducida por Bob Hope.
La mejor película fue La señora Miniver. La ceremonia es especialmente recordada por el discurso de aceptación del premio por parte de la actriz Greer Garson, que duró alrededor de 6 minutos, y que es generalmente considerado como el discurso más largo de la historia de los premios. 
La señora Miniver fue la segunda película (tras My Man Godfrey en 1936) en recibir nominaciones en las cuatro categorías interpretativas, así como la primera en conseguir cinco nominaciones interpretativas.
También destacar que Irving Berlin presentó el premio a la mejor canción, que al final acabó ganando él mismo por el tema «White Christmas».
La categoría de mejor documental tuvo cuatro ganadores, algo que no había pasado nunca hasta ese momento.
Parte de la ceremonia fue retransmitida por la cadena de radio CBS Radio.

## Ganadores y nominados

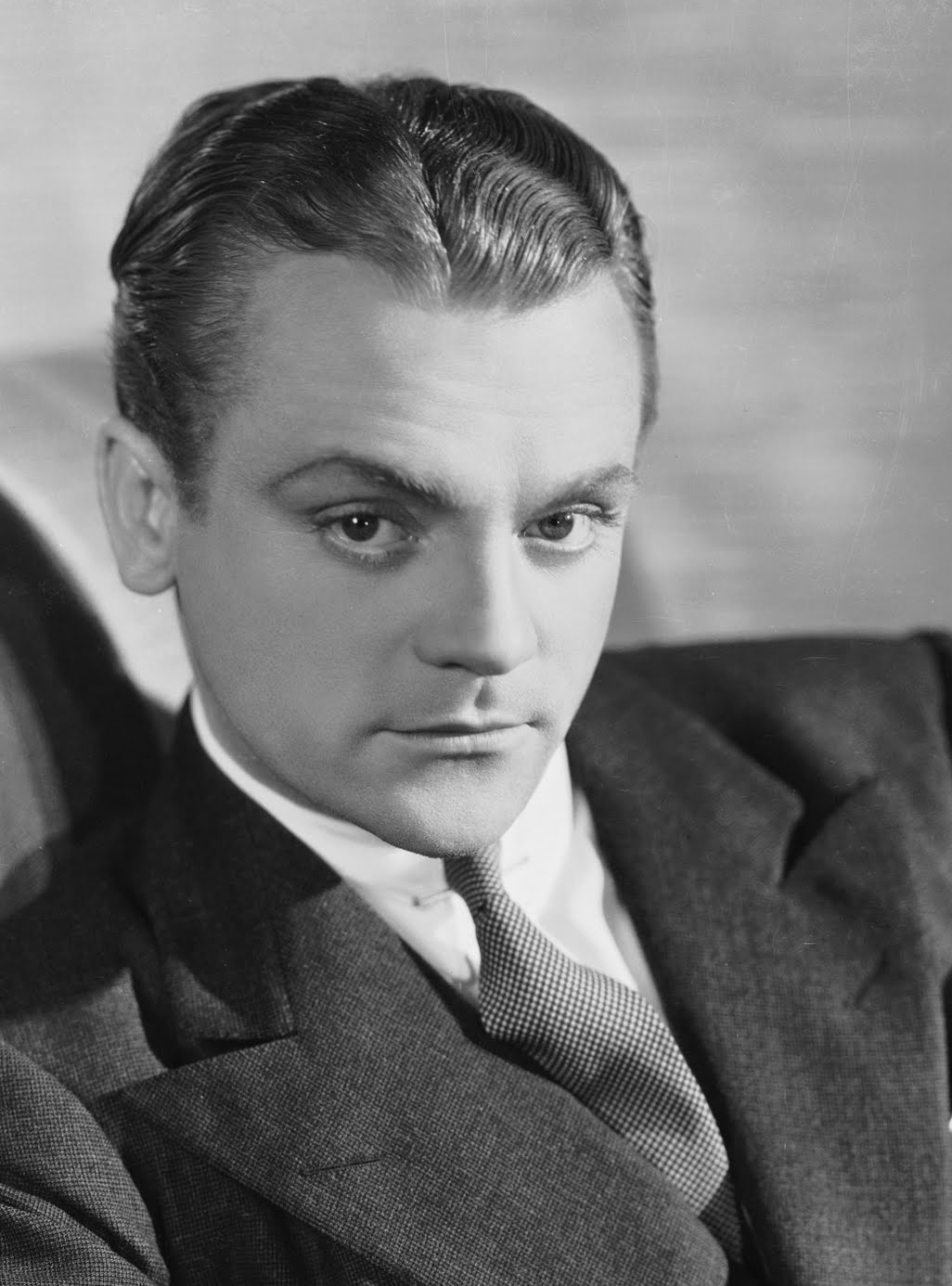
James Cagney fue el ganador del Óscar al mejor actor por Yanqui Dandy.

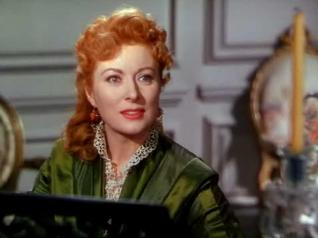
Greer Garson fue la ganadora del Óscar a la mejor actriz por La señora Miniver.

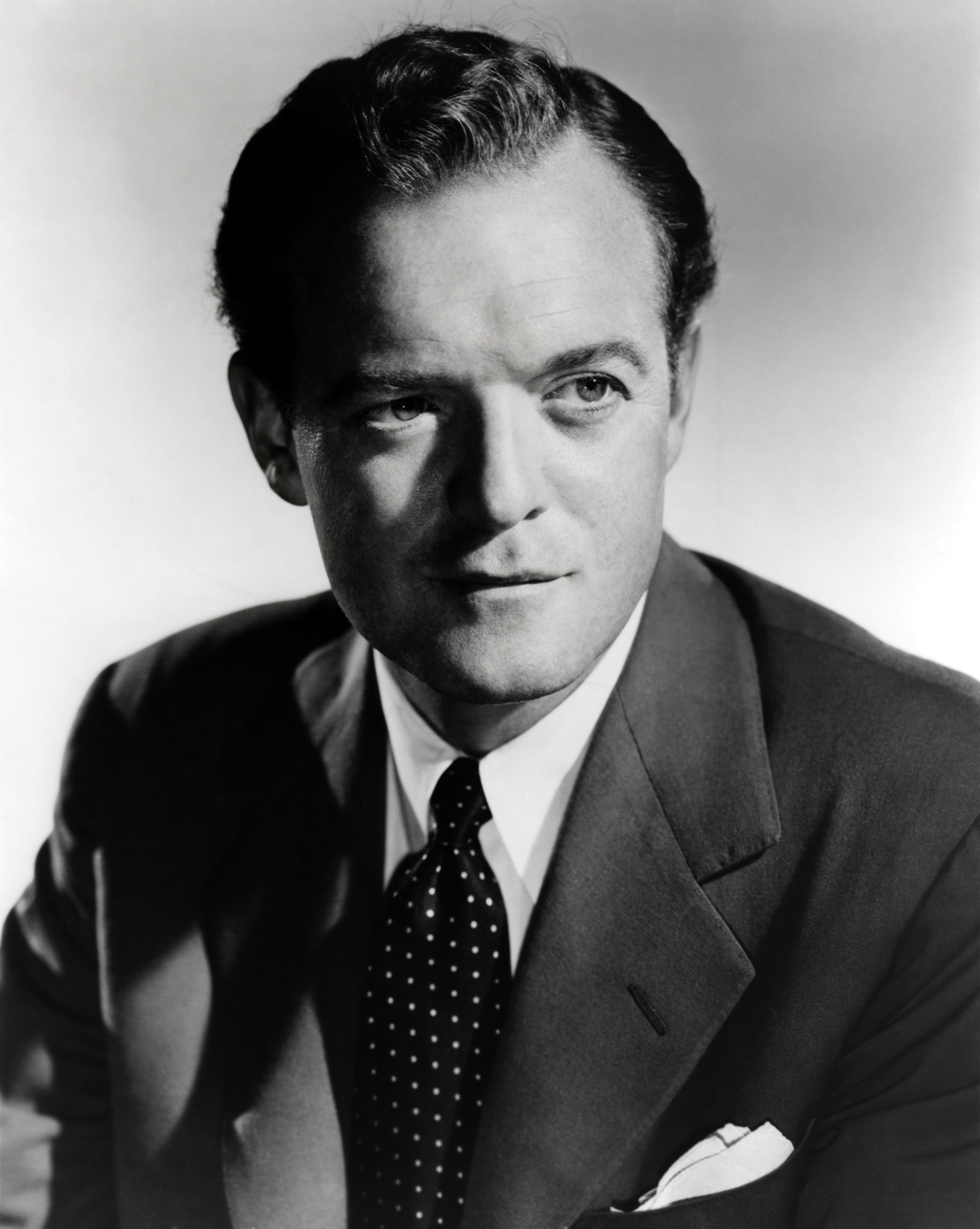
Van Heflin fue el ganador del Óscar al mejor actor de reparto por Johnny Eager.

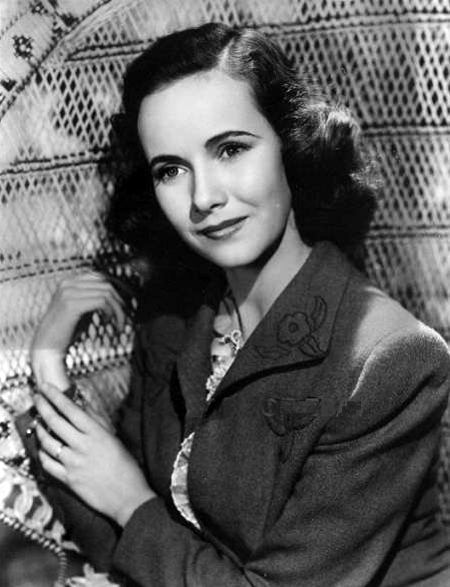
Teresa Wright fue la ganadora del Óscar a la mejor actriz de reparto por La señora Miniver.

Indica el ganador dentro de cada categoría.
| Película sobresaliente Mrs. Miniver (La señora Miniver) — Metro-Goldwyn-Mayer - 49th Parallel (Los invasores) — Ortus - Kings Row (Abismo de pasión) — Warner Bros. - The Magnificent Ambersons (El cuarto mandamiento) — Mercury y RKO Radio - The Pied Piper — 20th Century Fox - The Pride of the Yankees (El orgullo de los Yanquis) — Samuel Goldwyn Productions y RKO Radio - Random Harvest (Niebla en el pasado / En la noche del pasado) — Metro-Goldwyn-Mayer - The Talk of the Town (El asunto del día) — Columbia - Wake Island — Paramount - Yanqui Dandy — Warner Bros. | Mejor dirección William Wyler - Mrs. Miniver (La señora Miniver) - Sam Wood – Kings Row (Abismo de pasión) - Mervyn LeRoy – Random Harvest (Niebla en el pasado / En la noche del pasado) - John Farrow – Wake Island - Michael Curtiz – Yanqui Dandy |
| Mejor actor James Cagney – Yanqui Dandy, como George M. Cohan - Ronald Colman – Random Harvest (Niebla en el pasado / En la noche del pasado), como Charles Rainier - Gary Cooper – The Pride of the Yankees (El orgullo de los Yanquis), como Lou Gehrig - Walter Pidgeon – Mrs. Miniver (La señora Miniver), como Clem Miniver - Monty Woolley – The Pied Piper, como Howard | Mejor actriz Greer Garson – Mrs. Miniver (La señora Miniver), como Kay Miniver - Bette Davis – Now, Voyager (La extraña pasajera), como Charlotte Vale - Katharine Hepburn – Woman of the Year ([La mujer del año), como Tess Harding - Rosalind Russell – Mi hermana Elena, como Ruth Sherwood - Teresa Wright – The Pride of the Yankees (El orgullo de los Yanquis), como Eleanor Gehrig |
| Mejor actor de reparto Van Heflin – Johnny Eager (Senda prohibida), como Jeff Hartnett - William Bendix – Wake Island, como Aloysius K. Randall - Walter Huston – Yanqui Dandy, como Jerry Cohan - Frank Morgan – Tortilla Flat (La vida es así), como The Pirate - Henry Travers – Mrs. Miniver (La señora Miniver), como el Sr. Ballard | Mejor actriz de reparto Teresa Wright – Mrs. Miniver (La señora Miniver), como Carol Beldon - Gladys Cooper – Now, Voyager (La extraña pasajera), como la Sra. Windle Vale - Agnes Moorehead – The Magnificent Ambersons (El cuarto mandamiento), como Fanny - Susan Peters – Random Harvest (Niebla en el pasado / En la noche del pasado), como Kitty Chilcet - May Whitty – Mrs. Miniver (La señora Miniver), como Lady Beldon |
| Mejor argumento 49th Parallel (Los invasores) – Emeric Pressburger - Holiday Inn (Quince días de placer) – Irving Berlin - The Pride of the Yankees (El orgullo de los Yanquis) – Paul Gallico - The Talk of the Town (El asunto del día) – Sidney Harmon - Yanqui Dandy – Robert Buckner | Mejor guion original Woman of the Year (La mujer del año) – Michael Kanin y Ring Lardner Jr. - One of Our Aircraft Is Missing (Perdido un avión) – Michael Powell y Emeric Pressburger - Road to Morocco (Ruta de Marruecos) – Frank Butler y Don Hartman - Wake Island – W. R. Burnett y Frank Butler - The War Against Mrs. Hadley – George Oppenheimer |
| Mejor guion Mrs. Miniver (La señora Miniver) – George Froeschel, James Hilton, Claudine West y Arthur Wimperis; basado en la columna periodística de Mrs. Miniver de Jan Struther - 49th Parallel (Los invasores) – Rodney Ackland y Emeric Pressburger; basado en una historia de Emeric Pressburger - The Pride of the Yankees (El orgullo de los Yanquis) – Herman J. Mankiewicz y Jo Swerling; a partir de una historia de Paul Gallico - Random Harvest (Niebla en el pasado / En la noche del pasado) – George Froeschel, Claudine West y Arthur Wimperis; basado en la novela Random Harvest de James Hilton - The Talk of the Town (El asunto del día) – Sidney Buchman e Irving Shaw; a partir de una historia de Sidney Harmon | Mejor cortometraje animado El rostro del Führer – Walt Disney - All Out for V – Paul Terry - Blitz Wolf – Fred Quimby - Juke Box Jamboree – Walter Lantz - Pigs in a Polka – Leon Schlesinger - Tulips Shall Grow – George Pal |
| Mejor cortometraje - Un rollo Speaking of Animals and Their Families – Paramount - Desert Wonderland – 20th Century Fox - Marines in the Making – Pete Smith - United States Marine Band – Warner Bros. | Mejor cortometraje - Dos rollos Beyond the Line of Duty – Warner Bros. - Don't Talk – Metro-Goldwyn-Mayer - Private Smith of the U.S.A. – RKO Radio |
| Mejor documental The Battle of Midway – Armada de los Estados Unidos Kokoda Front Line! – Servicio de Información Australiano Moscow Strikes Back – Artkino Prelude to War – Ejército de los Estados Unidos - Africa, Prelude to Victory – The March of Time - Combat Report – United States Army Signal Corps - Conquer by the Clock – Frederic Ullman, Jr. - The Grain That Built a Hemisphere – Walt Disney - Henry Browne, Farmer - Departamento de Agricultura de los Estados Unidos - High Over the Borders – National Film Board of Canada - High Stakes in the East – The Netherlands Information Bureau - Inside Fighting China – National Film Board of Canada - It's Everybody's War – Oficina de Información de Guerra de Estados Unidos - Listen to Britain – Ministerio de Información Británico - Little Belgium – Ministerio de Información de Bélgica - Little Isles of Freedom – Victor Stoloff y Edgar Loew - Mr. Blabbermouth! – Oficina de Información de Guerra de Estados Unidos - Mr. Gardenia Jones – Oficina de Información de Guerra de Estados Unidos - The New Spirit – Walt Disney - The Price of Victory – Pine-Thomas Productions - A Ship Is Born – United States Merchant Marine - Twenty-One Miles – Ministerio de Información Británico - We Refuse to Die – Pine-Thomas Productions - White Eagle – Concanen Films - Winning Your Wings – Fuerzas Aéreas del Ejército de los Estados Unidos | |
| Mejor banda sonora de una película dramática o comedia Now, Voyager (La extraña pasajera) – Max Steiner - Arabian Nights (Las mil y una noches) – Frank Skinner - Bambi – Frank Churchill y Edward Plumb - The Black Swan (El cisne negro) – Alfred Newman - The Corsican Brothers (Justicia corsa) – Dimitri Tiomkin - Flying Tigers (Tigres del aire) – Victor Young - The Gold Rush (La quimera del oro) – Max Terr - I Married a Witch (Me casé con una bruja) – Roy Webb - Joan of Paris (Juana de París) – Roy Webb - The Jungle Book (El libro de la selva) – Miklós Rózsa - Klondike Fury – Edward Kay - The Pride of the Yankees (El orgullo de los Yanquis) – Leigh Harline - Random Harvest (Niebla en el pasado / En la noche del pasado) – Herbert Stothart - The Shanghai Gesture (El embrujo de Shanghai) – Richard Hageman - Silver Queen (Reina de plata) – Victor Young - Take a Letter, Darling (Ella y su secretario) – Victor Young - The Talk of the Town (El asunto del día) – Frederick Hollander y Morris Stoloff - To be or not to be (Ser o no ser) – Werner Heymann | Mejor orquestación de una película musical Yanqui Dandy – Ray Heindorf y Heinz Roemheld - Flying with Music – Edward Ward - For Me and My Gal (Por mi chica y por mí) – Roger Edens y Georgie Stoll - Holiday Inn (Quince días de placer) – Robert Emmett Dolan - My Gal Sal (Mi chica favorita) – Alfred Newman - It Started with Eve (Casi un ángel) – Charles Previn y Hans Salter - Johnny Doughboy – Walter Scharf - You Were Never Lovelier (Bailando nace el amor) – Leigh Harline |
| Mejor canción original Presentado por: Irving Berlin «White Christmas» de Holiday Inn (Quince días de placer) – Letra y música: Irving Berlin - «Always in My Heart» de Always in My Heart (Siempre en mi corazón) – Música: Ernesto Lecuona; Letra: Kim Gannon - «Dearly Beloved» de You Were Never Lovelier (Bailando nace el amor) – Música: Jerome David Kern; Letra: Johnny Mercer - «How About You?» de Babes on Broadway (Chicos de Broadway) – Música: Burton Lane; Letra: Ralph Freed - «I've Got a Gal in Kalamazoo» de Orchestra Wives (Viudas del Jazz) – Música: Harry Warren; Letra: Mack Gordon - «I've Heard That Song Before» de Youth on Parade – Música: Jule Styne; Letra: Sammy Cahn - «Love Is a Song» de Bambi – Música: Frank Churchill; Letra: Larry Morey - «Pennies for Peppino» de Flying with Music – Música: Edward Ward; Letra: Chet Forrest y Bob Wright - «Pig Foot Pete» de Hellzapoppin' (Loquilandia) – Música: Gene de Paul; Letra: Don Raye - «There's a Breeze on Lake Louise» de The Mayor of 44th Street (La calle 44) – Música: Harry Revel; Letra: Mort Greene | Mejor sonido Yanqui Dandy – Nathan Levinson - Arabian Nights (Las mil y una noches) – Bernard B. Brown - Bambi – Sam Slyfield - Flying Tigers (Tigres del aire) – Daniel J. Bloomberg - Friendly Enemies – Jack Whitney - The Gold Rush (La quimera del oro) – James L. Fields - Mrs. Miniver (La señora Miniver) – Douglas Shearer - Once Upon a Honeymoon – Stephen Dunn - The Pride of the Yankees (El orgullo de los Yanquis) – Thomas T. Moulton - Road to Morocco (Ruta de Marruecos) – Loren L. Ryder - This Above All (Sé fiel a ti mismo) – E. H. Hansen - You Were Never Lovelier (Bailando nace el amor) – John P. Livadary |
| Mejor fotografía - Blanco y negro Mrs. Miniver (La señora Miniver) – Joseph Ruttenberg - Kings Row (Abismo de pasión) – James Wong Howe - The Magnificent Ambersons (El cuarto mandamiento) – Stanley Cortez - Moontide – Charles G. Clarke - The Pied Piper – Edward Cronjager - The Pride of the Yankees (El orgullo de los Yanquis) – Rudolph Maté - Take a Letter, Darling (Ella y su secretario) – John Mescall - The Talk of the Town (El asunto del día) – Ted Tetzlaff - Diez héroes de West Point – Leon Shamroy - This Above All (Sé fiel a ti mismo) – Arthur Miller | Mejor fotografía - Color The Black Swan (El cisne negro) – Leon Shamroy - Arabian Nights (Las mil y una noches) – Milton Krasner, William V. Skall y W. Howard Greene - Captains of the Clouds (Capitanes de las nubes) – Sol Polito - The Jungle Book (El libro de la selva) – W. Howard Greene - Reap the Wild Wind (Piratas del mar Caribe) – Victor Milner y William V. Skall - To the Shores of Tripoli – Edward Cronjager y William V. Skall |
| Mejor dirección de arte - Blanco y negro This Above All (Sé fiel a ti mismo) – Dirección de arte: Richard Day y Joseph C. Wright; Decorados: Thomas Little - George Washington Slept Here – Dirección de arte: Max Parker y Mark-Lee Kirk; Decorados: Casey Roberts - The Magnificent Ambersons (El cuarto mandamiento) – Dirección de arte: Albert S. D'Agostino; Decorados: Al Fields y Darrell Silvera - The Pride of the Yankees (El orgullo de los Yanquis) – Dirección de arte: Perry Ferguson; Decorados: Howard Bristol - Random Harvest (Niebla en el pasado / En la noche del pasado) – Dirección de arte: Cedric Gibbons y Randall Duell; Decorados: Edwin B. Willis y Jack D. Moore - The Shanghai Gesture (El embrujo de Shanghai) – Dirección de arte: John B. Goodman y Jack Otterson; Decorados: Russell A. Gausman y Boris Leven - Silver Queen (Reina de plata) – Dirección de arte: Ralph Berger; Decorados: Emile Kuri - The Spoilers – Dirección de arte y decorados: Edward R. Robinson - Take a Letter, Darling (Ella y su secretario) – Dirección de arte: Hans Dreier y Roland Anderson; Decorados: Samuel M. Comer - The Talk of the Town (El asunto del día) – Dirección de arte: Lionel Banks y Rudolph Sternad; Decorados: Fay Babcock | Mejor dirección de arte - Color My Gal Sal (Mi chica favorita) – Dirección de arte: Richard Day y Joseph C. Wright; Decorados: Thomas Little - Arabian Nights (Las mil y una noches) – Dirección de arte: Alexander Golitzen y Jack Otterson; Decorados: Russell A. Gausman y Ira S. Webb - Captains of the Clouds (Capitanes de las nubes) – Dirección de arte: Ted Smith; Decorados: Casey Roberts - The Jungle Book (El libro de la selva) – Dirección de arte: Vincent Korda; Decorados: Julia Heron - Reap the Wild Wind (Piratas del mar Caribe) – Dirección de arte: Hans Dreier y Roland Anderson; Decorados: George Sawley |
| Mejor montaje The Pride of the Yankees (El orgullo de los Yanquis) – Daniel Mandell - Mrs. Miniver (La señora Miniver)] – Harold F. Kress - The Talk of the Town (El asunto del día) – Otto Meyer - This Above All (Sé fiel a ti mismo) – Walter A. Thompson - Yanqui Dandy – George Amy | Mejores efectos especiales Reap the Wild Wind (Piratas del mar Caribe) – Farciot Edouart, Gordon Jennings, William L. Pereira y Louis Mesenkop - The Black Swan (El cisne negro) – Fred Sersen, Roger Heman, Sr. y George Leverett - Desperate Journey - Byron Haskin y Nathan Levinson - Flying Tigers (Tigres del aire) – Howard Lydecker y Daniel J. Bloomberg - Invisible Agent (El espía invisible) – John P. Fulton y Bernard B. Brown - The Jungle Book (El libro de la selva) – Lawrence W. Butler y William H. Wilmarth - Mrs. Miniver (La señora Miniver) – A. Arnold Gillespie, Warren Newcombe y Douglas Shearer - The Navy Comes Through – Vernon L. Walker y James G. Stewart - One of Our Aircraft Is Missing (Perdido un avión) – Ronald Neame y C. C. Stevens - The Pride of the Yankees (El orgullo de los Yanquis) – Jack Cosgrove, Ray Binger y Thomas T. Moulton |

### Óscar honorífico
- Charles Boyer, por su trabajo en el establecimiento de la French Research Foundation de Los Ángeles.
- Noël Coward, por la producción de Sangre, sudor y lágrimas.
- Los estudios Metro-Goldwyn-Mayer, por reflejar adecuadamente la manera americana de vivir en las películas sobre el juez Harvey.

## Premios y nominaciones múltiples
| Película                                                      | Nominaciones | Premios |
| ------------------------------------------------------------- | ------------ | ------- |
| Mrs. Miniver (La señora Miniver)                              | 12           | 6       |
| Yanqui Dandy                                                  | 8            | 3       |
| The Pride of the Yankees (El orgullo de los Yanquis)          | 11           | 1       |
| This Above All (Sé fiel a ti mismo)                           | 4            | 1       |
| El cisne negro                                                | 3            | 1       |
| Holiday Inn (Quince días de placer)                           | 3            | 1       |
| 49th Parallel (Los invasores)                                 | 3            | 1       |
| Now, Voyager (La extraña pasajera)                            | 3            | 1       |
| Reap the Wild Wind (Piratas del mar Caribe)                   | 3            | 1       |
| My Gal Sal (Mi chica favorita)                                | 2            | 1       |
| Woman of the Year ([La mujer del año)                         | 2            | 1       |
| Johnny Eager (Senda prohibida)                                | 1            | 1       |
| Random Harvest (Niebla en el pasado / En la noche del pasado) | 7            | 0       |
| The Talk of the Town (El asunto del día)                      | 7            | 0       |
| Arabian Nights (Las mil y una noches)                         | 4            | 0       |
| The Jungle Book (El libro de la selva)                        | 4            | 0       |
| The Magnificent Ambersons (El cuarto mandamiento)             | 4            | 0       |
| Wake Island                                                   | 4            | 0       |
| Bambi                                                         | 3            | 0       |
| Flying Tigers (Tigres del aire)                               | 3            | 0       |
| Kings Row (Abismo de pasión)                                  | 3            | 0       |
| The Pied Piper                                                | 3            | 0       |
| Take a Letter, Darling (Ella y su secretario)                 | 3            | 0       |
| You Were Never Lovelier (Bailando nace el amor)               | 3            | 0       |
| Captains of the Clouds (Capitanes de las nubes)               | 2            | 0       |
| Flying with Music                                             | 2            | 0       |
| The Gold Rush (La quimera del oro)                            | 2            | 0       |
| One of Our Aircraft Is Missing (Perdido un avión)             | 2            | 0       |
| Road to Morocco (Ruta de Marruecos)                           | 2            | 0       |
| The Shanghai Gesture (El embrujo de Shanghai)                 | 2            | 0       |
| Silver Queen (Reina de plata)                                 | 2            | 0       |